# Бисфосфоглицериновая кислота
1,3-Бисфосфоглицериновая кислота — смешанный ангидрид фосфорной кислоты и карбоксильной группы. Промежуточный продукт в реакциях гликолиза, глюконеогенеза, а также цикла Кальвина — наиболее распространённого в биосфере пути фиксации углерода при фотосинтезе и хемосинтезе.
2,3-Бисфосфоглицериновая кислота — изомер 1,3-бисфосфоглицериновой кислоты, образуется как побочный продукт гликолиза, присутствует в эритроцитах крови в концентрации примерно в 5 ммоль/л, используется в диагностике крови, служит показателем насыщения гемоглобина кислородом.

## Физические свойства
1,3-Бисфосфоглицериновая кислота — кристаллическое вещество, растворимое в воде и органических растворителях. Оптически активное соединение (константа поляризации — 18).

## Биосинтез
В клетках живых организмов 1,3-бисфосфоглицериновая кислота образуется в результате:
- окисления 3-фосфоглицеринового альдегида НАД-зависимым ферментом глицеральдегид-3-фосфатдегидрогеназой[англ.]
- восстановления 3-фосфоглицериновой кислоты АТФ-зависимым ферментом фосфоглицераткиназой

## Биологическая роль
1,3-бисфосфоглицериновая кислота — промежуточный продукт в реакциях гликолиза и некоторых других путей диссимиляции глюкозы, а также синтеза сахаров (глюконеогенез, цикл Кальвина и другие).

### Участие в цикле Кальвина
Одной из важнейших реакций этого цикла является реакция восстановления бисфосфоглицериновой кислоты под действием фермента триозофосфатдегидрогеназы с образованием 3-фосфорглицеринового альдегида:
В качестве восстановителя в данной реакции выступает динуклеотид НАДФH. В дальнейших реакциях цикла Кальвина часть большая 3-фосфоглицеринового альдегида вступает в серию реакций приводящих к регенерации рибулозо-1,5-бисфосфата, а оставшиеся молекулы выводятся из цикла и становятся первичным продуктом реакций фото- или хемосинтеза.

### Участие в гликолизе
В реакциях катаболизма глюкозы образующийся 3-фосфоглицериновий альдегид окисляется глицеральдегид-3-фосфатдегидрогеназой при участии коферментом НАД+ до 1,3-бисфосфоглицериновой кислоты. В дальнейшем макроэргическая ангидридная связь между фосфатом и карбоксильной группой используется в реакции субстратного фосфорилирования АДФ с образованием АТФ и 3-фосфоглицериновой кислоты.

### Участие в процессе переноса кислорода в организме человека

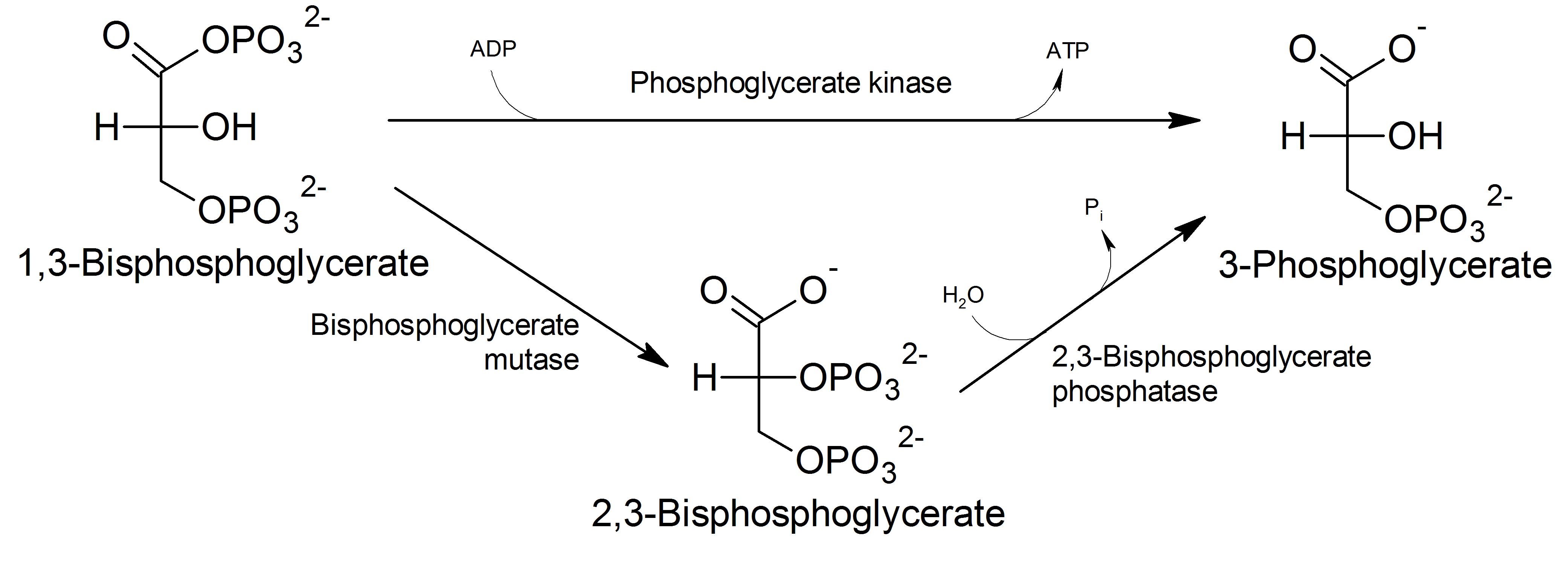
Путь превращения в 3-фосфоглицериновой кислоты через 2,3-бисфосфоглицериновую кислоту

В организме здорового человека в процессе метаболизма около 20 % синтезируемой 1,3-бисфосфоглицериновой кислоты в процессе гликолиза не участвует. Вместо этого 1,3-бисфосфоглицериновая кислота превращается альтернативным путём, участвуя в снижении количества АТФ в эритроцитах. Во время этого превращения 1,3-бисфосфоглицериновая кислота трансформируется в 2,3-бисфосфоглицериновую кислоту, которая используется в качестве механизма для наблюдения за эффективным высвобождением кислорода из гемоглобина.
Количество 2,3-бисфосфоглицериновой кислоты поднимается в крови пациентов, когда уровень кислорода низкий, так как это является одним из механизмов адаптации. Низкие уровни кислорода способны вызвать повышение количества 1,3-бисфосфоглицериновой кислоты, что в свою очередь повышает уровень 2,3-бисфосфоглицериновой кислоты, которая вызывает изменение эффективности диссоциации кислорода от гемоглобина.

## Диагностическое значение

### Гипертиреоз
Показано, что гормон щитовидной железы оказывают воздействие на уровень 2,3-бисфосфоглицериновой кислоты. Гипертиреоз в естественных условиях изменяет содержания 2,3-бисфосфоглицериновой кислоты в эритроцитах через изменение экспрессии фосфоглицератмутазы и 2,3-бисфосфоглицератсинтазы. Увеличение содержания 2,3-бисфосфоглицериновой кислоты в эритроцитах наблюдается при гипертиреозе и не зависит от любой вариации скорости циркулирующего гемоглобина, но обнаружено стимулирующее влияние тиреоидных гормонов на гликолитическую активность эритроцитов.

### Железодефицитная анемия
Характеризуется недостатком железа, при этом уменьшается связывание кислорода и, как следствие, количество бисфосфоглицериновой кислоты увеличивается.

### Хронические респираторные заболевания сгипоксией
В последнее время ученые обнаружили прямую связь между небольшими количествами 2,3-бисфосфоглицериновой кислоты и возникновением отека легких.